# Beauvechain
Beauvechain (in olandese Bevekom) è un comune belga di 6 596 abitanti, situato nella provincia vallona del Brabante Vallone.